# NGC 3766
NGC 3766 (také známá jako Caldwell 97) je malá ale jasná otevřená hvězdokupa v jižním souhvězdí Kentaura vzdálená přibližně 5 500 světelných let. Objevil ji francouzský astronom abbé Nicolas-Louis de Lacaille v roce 1751.

## Pozorování

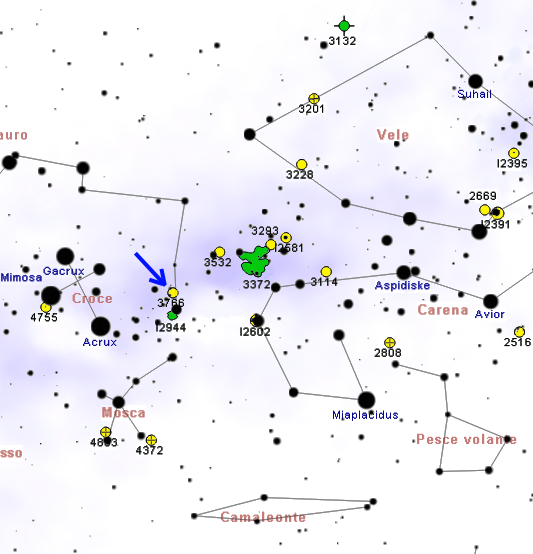
Poloha NGC 3766 v souhvězdí Kentaura

Na obloze se nachází v jihozápadním výběžku souhvězdí, 1,5 stupně severně od hvězdy s magnitudou 3,1 Lambda Centauri, u které se také nachází otevřená hvězdokupa s emisní mlhovinou IC 2602. Je ponořená v bohatém hvězdném poli Mléčné dráhy. Hvězdokupu je možné na průzračné tmavé obloze vidět pouhým okem jako lehce rozostřenou a rozšířenou hvězdičku, zatímco triedr 10x50 ji začíná rozkládat na jednotlivé hvězdy a za průzračné noci mohou být rozeznány i barvy jednotlivých hvězd, kdy červené silně vynikají mezi modrými. Amatérský astronomický dalekohled s průměrem větším než 150 mm ji zcela rozloží na jednotlivé hvězdy. Její nejjasnější hvězdy jsou 7. magnitudy.
Kvůli její velké jižní deklinaci není hvězdokupa vůbec pozorovatelná v mnoha obydlených oblastech severní polokoule, jako je Evropa a téměř celá severní Amerika; v obydlených oblastech jižní polokoule je naopak cirkumpolární. Nejvhodnější období pro její pozorování na večerní obloze je od ledna do června.
Okolí NGC 3766 stojí za prohlédnutí triedrem, protože je to oblast bohatá na hvězdná pole a malé hvězdné asociace.

## Historie pozorování
Prvním, kdo v tomto objektu rozpoznal soustavu hvězd, byl Nicolas-Louis de Lacaille, který ji zařadil do svého katalogu vydaného v roce 1755, ve kterém shromáždil výsledky svého pozorování jižní oblohy z Kapského Města v předchozích letech. Popsal ji jako objekt složený z hvězd a obklopený mlhovinou. Později ji znovu pozoroval James Dunlop, který kolem ní žádnou mlhovinu nepozoroval, ale rozeznal různé barvy jejích hvězd.

## Vlastnosti
Hvězdokupa obsahuje převážně bílé hvězdy spektrální třídy A, ale obsahuje také několik červených obrů a hmotné hvězdy žluté barvy. Na okraji hvězdokupy sídlí zákrytová proměnná dvojhvězda BF Centauri, jejíž magnituda se mění od 8,5 do 9,4 a 20 % z její periody 3,7 dne stráví v zákrytu. Nachází se ve vzdálenosti kolem 1 745 parseků (5 700 světelných let)
od Slunce, tedy až v rameni Střelce Mléčné dráhy, které je blíže galaktickému jádru než rameno Orionu, ve kterém sídlí Slunce.
Svou jasností a tvarem připomíná M37 ze souhvězdí Vozky; obě mají v průměru zhruba 15' a protažený tvar, ale při porovnání jejich vzdáleností zjistíme, že M37 je ve skutečnosti o 20 % menší. Skutečný rozměr NGC 3766 je přibližně 25 světelných let a mezihvězdný prach snižuje její jasnost o půl magnitudy. Na rozdíl od M37 je také velmi mladá; její stáří je zhruba 14 milionů let a obsahuje přibližně 140 hvězd, zatímco M37 má 200 milionů let a jejích hvězd je téměř 2000.